# Лелу (општина)
Лелу је једна од четири општина на острву Кошај која је под суверенитетом Савезне Државе Микронезије. Општина се састоји од северо-источног дела државе Кошај и острва Лелу. Административни центар општине је село Лелу. У општини се налази главни град државе Кошај, Тофол. Град је успостављен у јануару 1989. године.
5° 19′ 56″ N 163° 01′ 22″ E / 5.33222° С; 163.02278° И